# Repülő finn

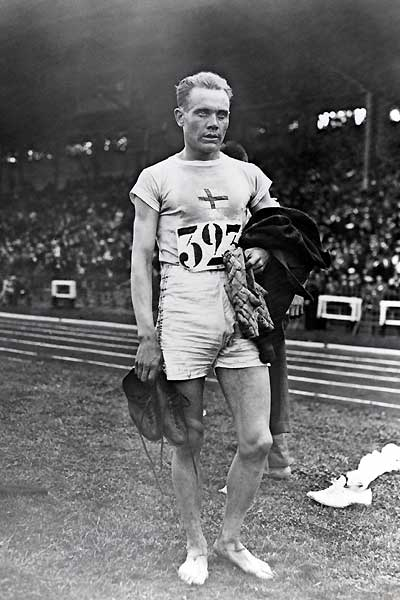
Paavo Nurmi az 1924-es olimpián.

A repülő finn (finnül: Lentävä suomalainen) egy becenév, amelyet több finn sportoló is kiérdemelt. Eredetileg finn közép- és hosszútávú futók kapták, de a kifejezést később kiterjesztették a figyelemre méltó sporteredményt elérő finn versenyzőkre is.

## Atlétika
A becenevet először Hannes Kolehmainen érdemelte ki, akit Mosolygó Hannes-ként is ismertek. A kiváló atléta három aranyérmet szerzett és két világcsúcsot is felállított az 1912-es stockcholmi olimpián. Ahogy az országban egyre inkább elterjedtebb lett a közép- és hosszútávú futás, és sportolóik is egyre sikeresebben szerepeltek, több atléta, így Paavo Nurmi és Ville Ritola is kiérdemelte a becenevet. Nurmi három aranyérmet nyer az 1920-as és ötöt a négy évvel későbbi párizsi olimpián. Utóbbi világeseményen négy csapatszámban Ritola is társa volt. A két olimpián is győztes Volmari Iso-Hollo az 1930-as évek egyik legismertebb finn futója volt, az 1940-es években pedig Taisto Mäki öt világrekordot tartott, így ők is kiérdemelték az elismerést. Lasse Virén volt az utolsó repülő finn atléta, ő az 1972-es és 1976-os nyári olimpián nyerte meg az 5000 m-es és 10 000 m-es eseményeket.

## Rali

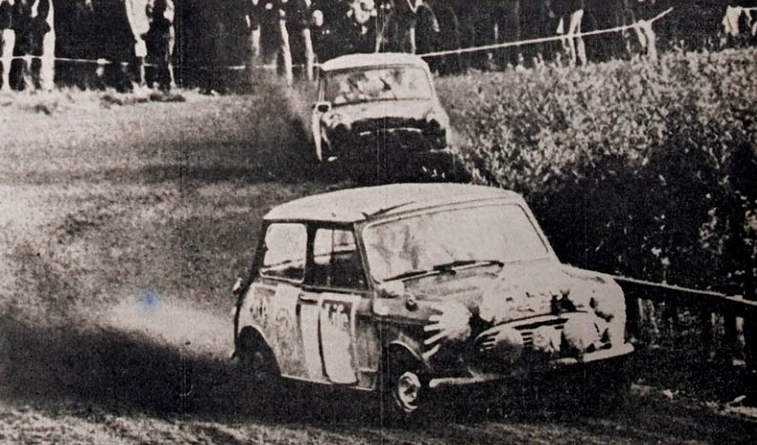
Timo Mäkinen és Rauno Aaltonen az 1965-ös Finn ralin.

Ezt követően az 1960-as években a raliversenyzőkre használták a kifejezést, eredményeik elismerésére. Timo Mäkinen, Rauno Aaltonen és Simo Lampinen voltak az első versenyzők, akikre így hivatkoztak. 1968-ban a Castrol kiadta az "A repülő finn" című filmet, amely az 1968-as Finn raliról szól és amely Mäkinen és Hannu Mikkola párbaját dokumentálja. Az ezt követő időszakban a négyszeres világbajnokok Juha Kankkunen és Tommi Mäkinen volt akiket gyakran emlegettek ezen a becenéven.

## Formula–1

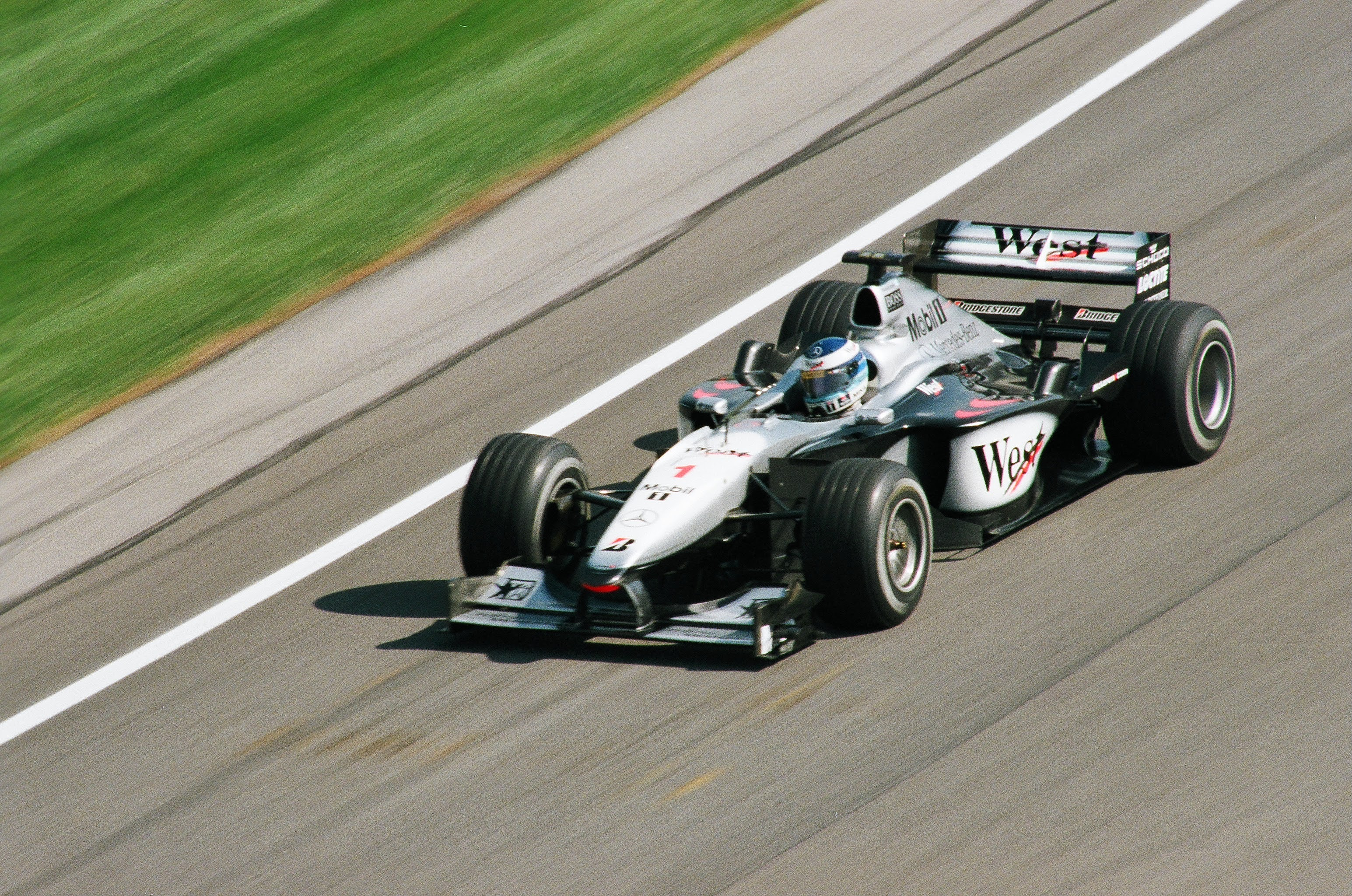
Mika Häkkinen a 2000-es amerikai nagydíjon.

Az első pilóta, aki a becenevet a Formula–1-ben viselte, Leo Kinnunen volt. 1970-ben Kinnunen a sisakjára is felfestette a címet, miután megnyerte a World Sports Car Championship elnevezésű gyorsasági autós sorozatot a Porsche számára. Kinnunen volt az első finn aki eljutott a Formula–1-be, de a gyenge Surtees autóval nem tudott kiugró eredményt elérni. Az 1980-as években Keke Rosberg kapta a becenevet, aki 1982-ben a világbajnoki címet is elhódította. A későbbi finn pilóták sikerei után Rosberget az "eredeti repülő finn"-ként emlegették. Rosberg után többen is kiérdemelték  a címet, köztük Mika Häkkinen, aki 1998-ban és 1999-ben is megnyerte a versenyzők világbajnokságát, de Mika Salo, Kimi Räikkönen - a 2007-es szezon bajnoka - Heikki Kovalainen és Valtteri Bottas is rászolgált az elismerésre.

## Motorsport
Két keréken a leghíresebb repülő finn Jarno Saarinen, más néven a báró volt, aki 1972-ben megnyerte a 250cc-es világbajnokságot és a 350cc-es géposztályban Giacomo Agostini egyik nagy riválisa volt. Saarinen a következő évben halt meg, miközben vezette mind a 250 mind pedig az 500 cm-es bajnokságot. Az ő nevéhez fűződik az egyik leghíresebb ma is használatos motorvezetési technika kifejlesztése, amint a versenyző kanyarodás közben testét a motortól eltartva, térdét az aszfaltot súrolja. Az 1970-es években Heikki Mikkola négy motokrossz világbajnoki címet nyert, míg Mika Kallio 2005-ben és 2006-ban is másodikként végzett a 125cc-es bajnokságon, mindkettőjüket illették a repülő finn becenévvel.

## Labdarúgás
A skóciai Hibernian FC-re játszó Shefki Kuqi a furcsa, de népszerű gólöröme miatt kapta meg a "repülő finn" nevet. Szokása volt, hogy ünneplés során hassal a földre vetette magát, széttárt karjaival pedig repülőgépet imitált, számos rajongó és újságíró figyelmét felhívva magára.

## A repülő finnek listája

### Motorsport
- Timo Mäkinen – raliversenyző
- Rauno Aaltonen – raliversenyző
- Markku Alén – raliversenyző
- Marcus Grönholm – kétszeres ralivilágbajnok
- Mikko Hirvonen – raliversenyző
- Joonas Kylmäkorpi – négyszeres világbajnok
- Jari-Matti Latvala – raliversenyző
- Tommi Mäkinen – háromszoros ralivilágbajnok
- Heikki Mikkola – háromszoros motokrossz-világbajnok
- Keke Rosberg – Formula–1-es világbajnok
- Jarno Saarinen – Motorkerékpár világbajnok
- Juha Kankkunen – négyszeres ralivilágbajnok
- Juha Salminen – tizenkétszeres enduro-bajnok
- Timo Salonen – raliversenyző
- Mika Salo – kétszeres Le Mans GT2-győztes
- Kari Tiainen – hétszeres enduro-bajnok
- Henri Toivonen – raliversenyző
- Ari Vatanen – raliversenyző
- Mika Häkkinen – kétszeres Formula–1-es világbajnok
- Kimi Räikkönen – Formula–1-es világbajnok
- Valtteri Bottas – Formula–1-es versenyző

### Téli sportok
- Janne Ahonen – síugró
- Toni Haikonen – szánkós
- Jari Kurri – jégkorongozó
- Matti Nykänen – síugró
- Kalle Palander – alpesi síző
- Teemu Selänne – jégkorongozó
- Kalevi Häkkinen – gyorskorcsolyázó[13]
- Patu Leppälä – síelő, gyors síelő világbajnok

### Egyéb sportágak
- Pertti Karppinen – háromszoros olimpiai bajnok evezős
- Jarkko Nieminen – teniszező
- Makwan Amirkhani – MMA harcos